# Mount Gould (Antarktika)
Mount Gould ist ein 2385 m hoher und größtenteils eisfreier Berg im westantarktischen Marie-Byrd-Land. Er überragt das Zentrum der Tapley Mountains.
Eine Mannschaft um den US-amerikanischen Geologen Laurence McKinley Gould (1896–1995) entdeckte ihn im Dezember 1929 im Rahmen der Byrd Antarctic Expedition (1928–1930) unter der Leitung des US-amerikanischen Polarforschers Richard Evelyn Byrd. Byrd benannte ihn nach Gould.